# Линденбергер, Клаус
Кла́ус Линденбе́ргер (нем. Klaus Lindenberger; 28 мая 1957, Линц, Австрия) — австрийский футболист, вратарь. Участник чемпионатов мира 1982 и 1990 годов. Двукратный чемпион Австрии в составе клуба «Сваровски-Тироль».

## Карьера

### Клубная
Клаус Линденбергер начал свою профессиональную карьеру в клубе «ЛАСК» из своего родного города Линца в сезоне 1976/77. В своём первом клубе Клаус отыграл 12 сезонов, за которые сыграл 283 матча в матчах первого и второго дивизиона чемпионата Австрии. В 1980, 1984 и 1985 годах он становился бронзовым призёром чемпионата. 17 сентября 1980 года дебютировал в Кубке УЕФА в домашнем матче с югославским клубом «Раднички» из города Ниш. Дебют для Линденбергера выдался не самым удачным, так как матч завершился поражением австрийского клуба со счётом 1:2. В ответном поединке австрийцы также проиграли, на этот раз со счётом 1:4, и вылетели из турнира. В сезоне 1984/85 вновь принимал участие в Кубке УЕФА, в первом раунде «ЛАСК» прошёл шведский «Эстер», но во втором раунде проиграл шотландскому клубу «Данди Юнайтед». В следующем сезоне Линденбергер вновь играл в Кубке УЕФА, обыграв в первом раунде «Баник» из Остравы, австрийцы во втором раунде вышли на «Интернационале». Первый матч дома австрийцы выиграли со счётом 1:0, но Клаус Линденбергер не принимал в нём участия, зато он принял участие в гостевом поединке который закончился разгромом австрийского клуба со счётом 0:4. В следующем году Линденбергер снова играл в Кубке УЕФА их соперником в первом раунде был «Видзев», дома «ЛАСК» сыграл вничью 1:1, а на выезде проиграл 0:1 и выбыл из турнира, Клаус защищал ворота клуба в обоих матчах.
В середине 1988 года Клаус Линденбергер перешёл в клуб «Сваровски-Тироль» из Инсбрука, и уже в своём первом сезоне, отыграв все 36 матчей без замен, сделал «золотой дубль» выиграв чемпионат и Кубок Австрии. В следующем сезоне Клаус вновь стал чемпионом и дебютировал в главном клубном турнире Европы Кубке европейских чемпионов. Легко пройдя в первом раунде «Омонию» из Никосии с общим счётом 9:2, во втором раунде клубу предстояло противостояние с «Днепром», чемпионом СССР. В Днепропетровске австрийцы проиграл 0:2, а у себя на «Тиволи» смогли добиться лишь ничьей 2:2, из-за чего выбыли из дальнейшего розыгрыша Кубка. Линденбергер участвовал в обоих матчах с «Днепром». Через год Клаусу предстояло вновь играть в Кубке европейских чемпионов, этот турнир окажется самым неудачным в жизни австрийского вратаря и именно после него его карьера практически закончилась. С лёгкостью пройдя в первом раунде финский клуб «Куусюси» с общим счётом 7:1, австрийская команда во втором раунде попала на мадридский Реал. 14 октября 1990 года состоялась первая встреча команд на «Сантьяго Бернабеу», которая закончилась унизительным поражением австрийцем со счётом 1:9, четыре гола забил Уго Санчес, три Эмилио Бутрагеньо и по голу на свой счёт записали Фернандо Йерро и Мигель Тендильо, причём Линденбергер оказался виновен в нескольких голах. В ответном поединке австрийцы добились ничьей со счётом 2:2, но тренер команды Эрнст Хаппель уже не стал выпускать Клауса на поле. После этого матча Клаус потерял место в основе клуба и сборной. А по окончании сезона и вовсе был продан в клуб «Шталь» из Линца только что вышедший из второго дивизиона. Всего за клуб из Инсбрука Линденбергер сыграл 89 матчей в чемпионате.
В составе «Штали» Линденбергер отыграл два сезона, за которые провёл 57 матчей в чемпионате. И если в первом сезоне клуб выступил неплохо заняв в итоге шестое место в чемпионате, то во втором клуб полностью провалился и по итогам сезона вылетел обратно во второй дивизион.
В 1993 году Линденбергер перешёл в «Айнтрахт» из Вельса, выступавший в региональной лиге. Уже в следующем году Клаус стал играющим тренером команды, а в сезоне 1996/97 привёл команду к её высшему достижению в истории, выходу во второй дивизион. В том же сезоне Клаус завершил карьеру игрока, но остался главным тренером команды. Проработав в клубе до 8 ноября 1997 года Клаус покинул пост главного тренера.
19 ноября 2004 года 47-летний Клаус Линденбергер вернулся в большой футбол выступив за свою родную команду «ЛАСК» в матче второго дивизиона против клуба «Рид». К сожалению «ЛАСК» проиграл матч со счётом 0:2. После этого Клаус сыграл ещё 2 матча, в которых пропустил ещё 5 голов.
Но и этого для Клауса оказалось мало, с 2006 года он стал выступать за клуб «Хельмонзёдт» выступающий в низших лигах, до 2009 года он сыграл за клуб 37 матчей, после чего в возрасте 52-х лет принял решение закончить свою карьеру.

### В сборной
В сборной Австрии Клаус Линденбергер дебютировал 28 апреля 1982 года в товарищеском матче со сборной Чехословакии, завершившемся победой австрийской сборной со счётом 2:1. В том же году, имея в запасе всего один матч Клаус отправился на чемпионат мира, на котором он являлся третьим голкипером и не сыграл ни одной минуты. В 1990 году Линденбергер отправился на свой второй чемпионат мира, теперь уже в качестве основного голкипера своей сборной. Сыграв во всех трёх матчах и пропустив только 3 гола Линденбергер всё равно не смог помочь своей сборной выйти из группы. Своё последнее выступление за сборную Австрии Клаус Линденбергер провёл 21 августа 1990 года в товарищеском матче со сборной Швейцарии, отыграв первый тайм на ноль, во втором он был заменён на Михаэль Конзеля, тот матч австрийцы проиграли со счётом 1:3. Всего же за сборную Австрии Клаус Линденбергер сыграл 41 матч, в которых пропустил 49 голов. Также Клаус Линденбергер сыграл за сборную Австрии 3 неофициальных матча, в которых пропустил 3 гола.

### Тренерская
Клаус Линденбергер начал тренерскую карьеру ещё не закончив свою игровую, после ухода с поста главного тренера «Айнтрахта» из Вельса Клаус нигде не работал до 2004 года, когда он был назначен исполняющим обязанности главного тренера в клубе второго австрийского дивизиона «ЛАСК». Под его руководством команда сыграла лишь один матч, 20 августа 2004 года против клуба «Рид», который был проигран со счётом 0:5. С начала 2006 года по 20 ноября 2008 года он тренером вратарей сборной Австрии. В середине 2008 года он был главным тренером молодёжной команды «ЛАСК». 27 октября 2008 года был назначен главным тренером и исполнительным директором клуба «ЛАСК». Под его началом команда сыграла 13 матчей, из которых всего 1 был выигран, 3 было сведено вничью и 9 проиграно с общей разницей мячей 4-29. Причём первый гол команда забила лишь в седьмом матче при новом тренере. 21 марта 2009 года Клаус покинул пост главного тренера, сохранив за собой место исполнительного директора, на его место был назначен Ханс Кранкль. 31 мая того же года покинул и пост исполнительного директора. В июле 2009 года стал тренером вратарей клуба «Аль-Вахда» из Абу-Даби.

## Достижения

### Командные
ЛАСК
- Бронзовый призёр чемпионата Австрии (3): 1980, 1984, 1985

«Сваровски-Тироль»
- Чемпион Австрии (2): 1989, 1990
- Серебряный призёр чемпионата Австрии: 1991
- Обладатель Кубка Австрии: 1989
- Итого: 3 трофея

## Личная жизнь
Вместе со своей дочерью Ким Клаус Линденбергер владеет несколькими клининговыми компаниями.

## Клубная статистика
| Клуб             | Сезон            | Чемпионат Австрии | Чемпионат Австрии | Кубок Австрии | Кубок Австрии | Суперкубок Австрии | Суперкубок Австрии | Кубок европейских чемпионов | Кубок европейских чемпионов | Кубок УЕФА | Кубок УЕФА | Итого | Итого |
| Клуб             | Сезон            | Игры              | Голы              | Игры          | Голы          | Игры               | Голы               | Игры                        | Голы                        | Игры       | Голы       | Игры  | Голы  |
| ---------------- | ---------------- | ----------------- | ----------------- | ------------- | ------------- | ------------------ | ------------------ | --------------------------- | --------------------------- | ---------- | ---------- | ----- | ----- |
| ЛАСК             | 1976/77          | ?                 | -?                | ?             | -?            | 0                  | 0                  | 0                           | 0                           | 0          | 0          | ?     | -?    |
| ЛАСК             | 1977/78          | ?                 | -?                | ?             | -?            | 0                  | 0                  | 0                           | 0                           | ?          | -?         | ?     | -?    |
| ЛАСК             | 1978/79          | ?                 | -?                | ?             | -?            | 0                  | 0                  | 0                           | 0                           | 0          | 0          | ?     | -?    |
| ЛАСК             | 1979/80          | 36                | -1+               | ?             | -?            | 0                  | 0                  | 0                           | 0                           | 0          | 0          | 36+   | -1+   |
| ЛАСК             | 1980/81          | 36                | -6+               | ?             | -?            | 0                  | 0                  | 0                           | 0                           | 2          | -6         | 38+   | -12+  |
| ЛАСК             | 1981/82          | 36                | -4+               | ?             | -?            | 0                  | 0                  | 0                           | 0                           | 0          | 0          | 36+   | -4+   |
| ЛАСК             | 1982/83          | 29                | -?                | 1+            | -2+           | 0                  | 0                  | 0                           | 0                           | 0          | 0          | 30+   | -2+   |
| ЛАСК             | 1983/84          | 28                | -4+               | ?             | -?            | 0                  | 0                  | 0                           | 0                           | 0          | 0          | 28+   | -4+   |
| ЛАСК             | 1984/85          | 30                | -10+              | 1+            | -5+           | 0                  | 0                  | 0                           | 0                           | ?          | -?         | 31+   | -15+  |
| ЛАСК             | 1985/86          | 30                | -10+              | ?             | -?            | 0                  | 0                  | 0                           | 0                           | 1+         | -4+        | 31+   | -14+  |
| ЛАСК             | 1986/87          | 36                | -11+              | ?             | -?            | 0                  | 0                  | 0                           | 0                           | 2          | -2         | 38+   | -13+  |
| ЛАСК             | 1987/88          | 22                | -6+               | ?             | -?            | 0                  | 0                  | 0                           | 0                           | ?          | -?         | 22+   | -6+   |
| ЛАСК             | Итого            | 283+              | -52+              | 2+            | -7+           | 0                  | 0                  | 0                           | 0                           | 5+         | -12+       | 287+  | -71+  |
| Сваровски-Тироль | 1988/89          | 36                | -7+               | ?             | -?            | 0                  | 0                  | 0                           | 0                           | 0          | 0          | 36+   | -7+   |
| Сваровски-Тироль | 1989/90          | 36                | -3+               | ?             | -?            | ?                  | -?                 | 2+                          | -4+                         | 0          | 0          | 38+   | -7+   |
| Сваровски-Тироль | 1990/91          | 17                | -2+               | ?             | -?            | ?                  | -?                 | 3                           | -10                         | 0          | 0          | 20+   | -12+  |
| Сваровски-Тироль | Итого            | 89                | -12+              | ?             | -?            | ?                  | -?                 | 5+                          | -14+                        | 0          | 0          | 94+   | -26+  |
| Шталь (Линц)     | 1991/92          | 36                | -?                | ?             | -?            | 0                  | 0                  | 0                           | 0                           | 0          | 0          | 36+   | -?    |
| Шталь (Линц)     | 1992/93          | 21                | -43               | ?             | -?            | 0                  | 0                  | 0                           | 0                           | 0          | 0          | 21+   | -43+  |
| Шталь (Линц)     | Итого            | 57                | -43+              | ?             | -?            | 0                  | 0                  | 0                           | 0                           | 0          | 0          | 57+   | -43+  |
| ЛАСК             | 2004/05          | 3                 | -7                | 0             | 0             | 0                  | 0                  | 0                           | 0                           | 0          | 0          | 3     | -7    |
| ЛАСК             | Итого            | 3                 | -7                | 0             | 0             | 0                  | 0                  | 0                           | 0                           | 0          | 0          | 3     | -7    |
| Всего за карьеру | Всего за карьеру | 432+              | -114+             | 2+            | -7+           | ?                  | -?                 | 5+                          | -14+                        | 5+         | -12+       | 444+  | -147+ |

## Международная статистика
| №  | Дата             | Место проведения | Оппонент     | Счёт | Пропущенные голы | Турнир                    |
| 1  | 28 апреля 1982   | Вена             | Чехословакия | 2:1  | 1                | Товарищеский матч         |
| 2  | 28 марта 1984    | Бордо            | Франция      | 0:1  | 1                | Товарищеский матч         |
| 3  | 20 ноября 1985   | Сарагоса         | Испания      | 0:0  | -                | Товарищеский матч         |
| 4  | 26 марта 1986    | Удине            | Италия       | 1:2  | 2                | Товарищеский матч         |
| 5  | 14 мая 1986      | Зальцбург        | Швеция       | 1:0  | -                | Товарищеский матч         |
| 6  | 27 августа 1986  | Инсбрук          | Швейцария    | 1:1  | 1                | Товарищеский матч         |
| 7  | 10 сентября 1986 | Бухарест         | Румыния      | 0:4  | 4                | Отборочный матч к ЧЕ 1988 |
| 8  | 15 октября 1986  | Грац             | Албания      | 3:0  | -                | Отборочный матч к ЧЕ 1988 |
| 9  | 29 октября 1986  | Вена             | ФРГ          | 4:1  | 1                | Товарищеский матч         |
| 10 | 25 марта 1987    | Баня-Лука        | Югославия    | 0:4  | 4                | Товарищеский матч         |
| 11 | 1 апреля 1987    | Вена             | Испания      | 2:3  | 3                | Отборочный матч к ЧЕ 1988 |
| 12 | 29 апреля 1987   | Тирана           | Албания      | 1:0  | -                | Отборочный матч к ЧЕ 1988 |
| 13 | 18 августа 1987  | Санкт-Галлен     | Швейцария    | 2:2  | 2                | Товарищеский матч         |
| 14 | 14 октября 1987  | Севилья          | Испания      | 0:2  | 2                | Отборочный матч к ЧЕ 1988 |
| 15 | 18 ноября 1987   | Вена             | Румыния      | 0:0  | -                | Отборочный матч к ЧЕ 1988 |
| 16 | 6 апреля 1988    | Пирей            | Греция       | 2:2  | 2                | Товарищеский матч         |
| 17 | 27 апреля 1988   | Вена             | Дания        | 1:0  | -                | Товарищеский матч         |
| 18 | 17 мая 1988      | Будапешт         | Венгрия      | 4:0  | -                | Товарищеский матч         |
| 19 | 3 августа 1988   | Вена             | Бразилия     | 0:2  | 2                | Товарищеский матч         |
| 20 | 20 сентября 1988 | Прага            | Чехословакия | 2:4  | 1                | Товарищеский матч         |
| 21 | 19 октября 1988  | Киев             | СССР         | 0:2  | 2                | Отборочный матч к ЧМ 1990 |
| 22 | 2 ноября 1988    | Вена             | Турция       | 3:2  | 2                | Отборочный матч к ЧМ 1990 |
| 23 | 25 марта 1989    | Вена             | Италия       | 0:1  | 1                | Товарищеский матч         |
| 24 | 11 апреля 1989   | Грац             | Чехословакия | 1:2  | 2                | Товарищеский матч         |
| 25 | 20 мая 1989      | Лейпциг          | ГДР          | 1:1  | 1                | Отборочный матч к ЧМ 1990 |
| 26 | 31 мая 1989      | Осло             | Норвегия     | 1:4  | 2                | Товарищеский матч         |
| 27 | 14 июня 1989     | Рейкьявик        | Исландия     | 0:0  | -                | Отборочный матч к ЧМ 1990 |
| 28 | 23 августа 1989  | Зальцбург        | Исландия     | 2:1  | 1                | Отборочный матч к ЧМ 1990 |
| 29 | 6 сентября 1989  | Вена             | СССР         | 0:0  | -                | Отборочный матч к ЧМ 1990 |
| 30 | 4 октября 1989   | Та'Кали          | Мальта       | 2:1  | 1                | Товарищеский матч         |
| 31 | 25 октября 1989  | Стамбул          | Турция       | 0:3  | 3                | Отборочный матч к ЧМ 1990 |
| 32 | 15 ноября 1989   | Вена             | ГДР          | 3:0  | -                | Отборочный матч к ЧМ 1990 |
| 33 | 28 февраля 1990  | Каир             | Египет       | 0:0  | -                | Товарищеский матч         |
| 34 | 28 марта 1990    | Малага           | Испании      | 3:2  | 2                | Товарищеский матч         |
| 35 | 11 апреля 1990   | Зальцбург        | Венгрия      | 3:0  | -                | Товарищеский матч         |
| 36 | 3 мая 1990       | Вена             | Аргентина    | 1:1  | 1                | Товарищеский матч         |
| 37 | 30 мая 1990      | Вена             | Нидерланды   | 3:2  | 2                | Товарищеский матч         |
| 38 | 9 июня 1990      | Рим              | Италия       | 0:1  | 1                | Чемпионат мира 1990       |
| 39 | 15 июня 1990     | Флоренция        | Чехословакия | 0:1  | 1                | Чемпионат мира 1990       |
| 40 | 19 июня 1990     | Флоренция        | США          | 2:1  | 1                | Чемпионат мира 1990       |
| 41 | 21 августа 1990  | Вена             | Швейцария    | 1:3  | -                | Товарищеский матч         |

Итого: 41 матч / 48 пропущенных голов; 15 побед, 10 ничьих, 16 поражений.
| № | Дата           | Место проведения | Оппонент    | Счёт | Голы | Турнир            |
| 1 | 7 июня 1984    | Вадуц            | Лихтенштейн | 6:0  | -    | Товарищеский матч |
| 2 | 7 февраля 1987 | Тунис            | Тунис       | 3:1  | 1    | Товарищеский матч |
| 3 | 2 февраля 1988 | Тулуза           | Марокко     | 1:3  | 2    | Товарищеский матч |

Итого: 3 матча / 3 пропущенных гола; 2 победы, 1 поражение.
| Сборная | Год   | Финальные матчи ЧМ | Финальные матчи ЧМ | Отборочные матчи ЧМ | Отборочные матчи ЧМ | Отборочные матчи ЧЕ | Отборочные матчи ЧЕ | Товарищеские матчи | Товарищеские матчи | Неофициальные матчи | Неофициальные матчи | Итого | Итого |
| Сборная | Год   | Игры               | Голы               | Игры                | Голы                | Игры                | Голы                | Игры               | Голы               | Игры                | Голы                | Игры  | Голы  |
| ------- | ----- | ------------------ | ------------------ | ------------------- | ------------------- | ------------------- | ------------------- | ------------------ | ------------------ | ------------------- | ------------------- | ----- | ----- |
| Австрия | 1982  | 0                  | 0                  | 0                   | 0                   | 0                   | 0                   | 1                  | -1                 | 0                   | 0                   | 1     | -1    |
| Австрия | 1983  | 0                  | 0                  | 0                   | 0                   | 0                   | 0                   | 0                  | 0                  | 0                   | 0                   | 0     | 0     |
| Австрия | 1984  | 0                  | 0                  | 0                   | 0                   | 0                   | 0                   | 1                  | -1                 | 1                   | 0                   | 2     | -1    |
| Австрия | 1985  | 0                  | 0                  | 0                   | 0                   | 0                   | 0                   | 1                  | 0                  | 0                   | 0                   | 1     | 0     |
| Австрия | 1986  | 0                  | 0                  | 0                   | 0                   | 2                   | -4                  | 4                  | -4                 | 0                   | 0                   | 6     | -8    |
| Австрия | 1987  | 0                  | 0                  | 0                   | 0                   | 4                   | -5                  | 2                  | -6                 | 1                   | -1                  | 7     | -12   |
| Австрия | 1988  | 0                  | 0                  | 2                   | -4                  | 0                   | 0                   | 5                  | -5                 | 1                   | -2                  | 8     | -11   |
| Австрия | 1989  | 0                  | 0                  | 6                   | -5                  | 0                   | 0                   | 4                  | -6                 | 0                   | 0                   | 10    | -11   |
| Австрия | 1990  | 3                  | -3                 | 0                   | 0                   | 0                   | 0                   | 6                  | -5                 | 0                   | 0                   | 9     | -8    |
| Австрия | Итого | 3                  | -3                 | 8                   | -9                  | 6                   | -9                  | 24                 | -28                | 3                   | -3                  | 44    | -51   |